# Raoul Ier de Vermandois
Pour les articles homonymes, voir Raoul Ier.
Raoul Ier de Vermandois, dit le Vaillant ou le Borgne, connu aussi sous le nom de Raoul IV de Crépy, né vers 1085 ou vers 1094, mort le 13 ou le 14 octobre 1152, est comte de Vermandois, d'Amiens et de Valois de 1102 à 1152.

## Biographie
Fils d'Adélaïde de Vermandois et d'Hugues Ier le Grand, petit-fils du roi Henri Ier de France, il est cousin germain du roi Louis VI le Gros. Il apporte son soutien à ces derniers contre les barons rebelles à l'autorité royale.
Le 14 avril 1127, présent à Saint-Omer, lorsque le comte de Flandre Guillaume Cliton confirme les lois et coutumes de la ville, il jure d'observer celles-ci.
Ayant perdu un œil au cours de la prise du château de Livry en 1129, il blesse mortellement l'année suivante Thomas de Marle, sire de Coucy au siège de Coucy, celui-là même qui avait tué son frère Henri (1091-1130), seigneur de Chaumont-en-Vexin. En novembre 1131, le roi Louis VI le fait sénéchal.
Peu après la mort de Louis VI Le Gros en 1137, il soutient temporairement la cause de la reine mère Adèle de Savoie qui craignait de voir sa dot utilisée au service de l'État par son fils Louis VII le Jeune, aidé de l'abbé Suger.
Dévoué à la couronne, Louis VII accepte qu'il épouse la sœur de sa femme Aliénor d'Aquitaine, Pétronille d'Aquitaine (1125-vers 1152), âgée d'à peine seize ans et qui est véritablement tombée sous le charme de ce presque quinquagénaire. Pour pouvoir l'épouser, Raoul demande l'annulation de son mariage pour consanguinité en 1142 avec sa première épouse Éléonore de Blois. L'épouse délaissée se plaint alors auprès de son oncle, Thibaut IV, comte de Blois et de Champagne, ce qui ne fait qu'envenimer un conflit déjà existant avec le roi de France. Le pape Innocent II intervient en annulant ce mariage et excommunie les nouveaux époux ainsi que les évêques qui ont consenti à bénir leur union. Raoul et Pétronille continuent à vivre , malgré cela, en situation d'adultère et de bigamie. Son successeur, Célestin II, se montre moins intransigeant et une conciliation est organisée en 1144, à l'occasion de la consécration du nouveau chœur de l'abbaye de Saint-Denis. Le pape Eugène III légitime ce mariage au concile tenu à Reims en 1148. Éléonore de Blois est morte cette même année.
Pendant l'absence de Louis VII, parti pour la deuxième croisade en juin 1147, Raoul reste en France en qualité de co-régent du royaume avec Suger.
Selon Jean de Salisbury, son mariage avec Pétronille, vivement critiqué par Bernard de Clairvaux, n'est pas heureux. À la mort de cette dernière en 1152, Il contracte un troisième mariage avec Laure d'Alsace (de Flandre). Cette union lui est d'ailleurs fatale, puisque malade il ne peut toutefois résister à son désir « par faiblesse envers sa femme » et « périt trois jours après du vice auquel il se vouait avec tant d'ardeur ». Cet épisode, relaté dans l'Histoire pontificale, permet au chroniqueur de souligner la « luxure effrénée » du comte de Vermandois. Salisbury dénonce également la responsabilité de Raoul, par son mariage avec Pétronille, dans les malheurs qui frappent sa descendance, particulièrement dans la lèpre de son fils.

## Unions et descendance
1) Vers 1120, il épouse en premières noces Éléonore de Blois, fille d'Étienne II de Blois et d'Adèle d'Angleterre, dont il se sépare vers 1141 pour cause de consanguinité. Certaines généalogies attribuent à cette union, un fils Hugues II qui serait devenu moine sous le nom de Félix de Valois, mais cette affirmation semble être un canular du XVIe siècle.
2) En 1142, il épouse Pétronille d'Aquitaine (Péronelle), fille de Guillaume X d'Aquitaine et d'Aénor de Châtellerault, et sœur d'Aliénor d'Aquitaine, ils ont :
- Élisabeth (1143-1183), comtesse de Vermandois et de Valois, mariée à Philippe d'Alsace, comte de Flandre ;
- Raoul II (1145-1167), comte de Vermandois et de Valois, qui meurt de la lèpre sans descendance ;
- Aliénor de Vermandois (vers 1152-1214)[17]. Ce serait une enfant posthume[18][19].

3) Selon Jean de Salisbury, le comte épouse Laure de Flandre (d'Alsace), à la mort de Pétronille, en 1152.

## Emblématique

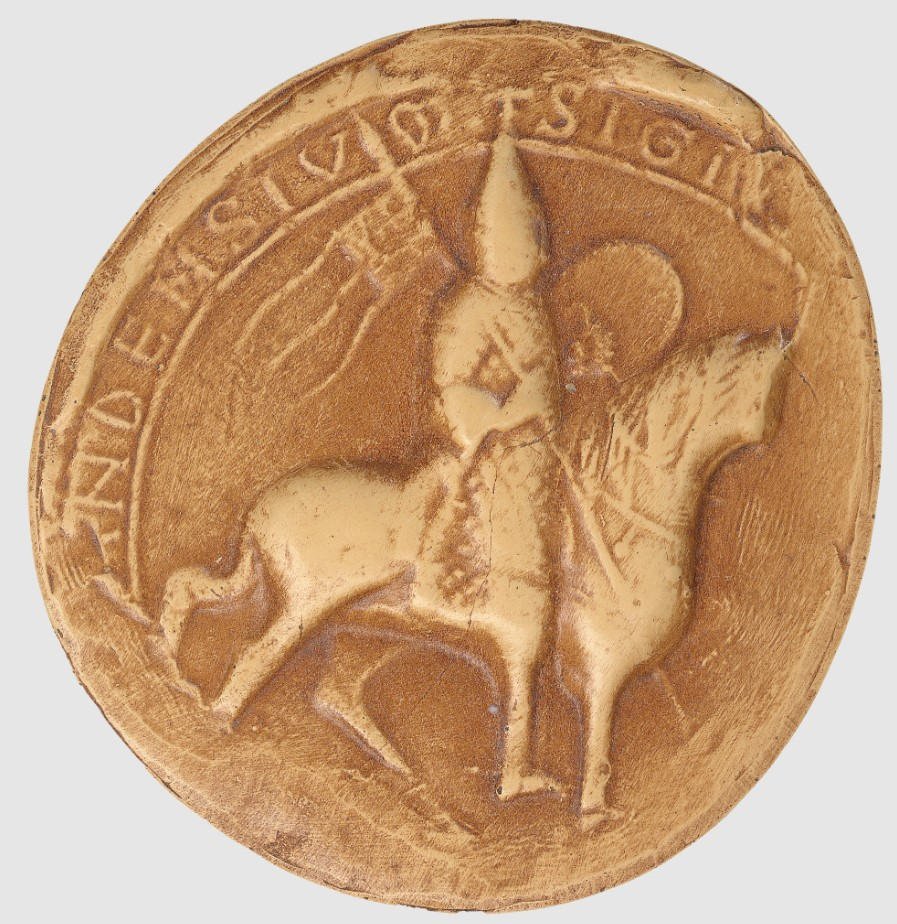
Premier sceau de Raoul Ier de Vermandois, qui daterait de vers 1110/1120. Usage avéré en 1126. Ce serait le premier sceau armorié. Archives nationales, moulages de la collection Douët d'Arcq 1010.

Le premier sceau de Raoul Ier de Vermandois est un témoin important du processus de naissance des armoiries. Ce serait le premier sceau portant des armoiries, avec un échiqueté (un damier) sur le gonfanon,,, qui daterait de 1126 selon Jean-François Nieus et de vers 1135 selon Michel Pastoureau, pour qui, par ailleurs, le second sceau de Raoul Ier de Vermandois est le plus ancien sceau équestre armorié absolument daté (1146).

## Cinéma
Il apparaît dans le film Les Visiteurs 3, la Révolution